# Charles Patin
Charles Patin, latinizzato come Carolus Patinus e italianizzato come Carlo Patin (Parigi, 23 febbraio 1633 – Padova, 10 ottobre 1693), è stato un medico, chirurgo e numismatico francese che si trasferì in Italia, insegnando all'Università di Padova.
Fu noto a livello europeo per le sue opere sulla numismatica.

## Biografia

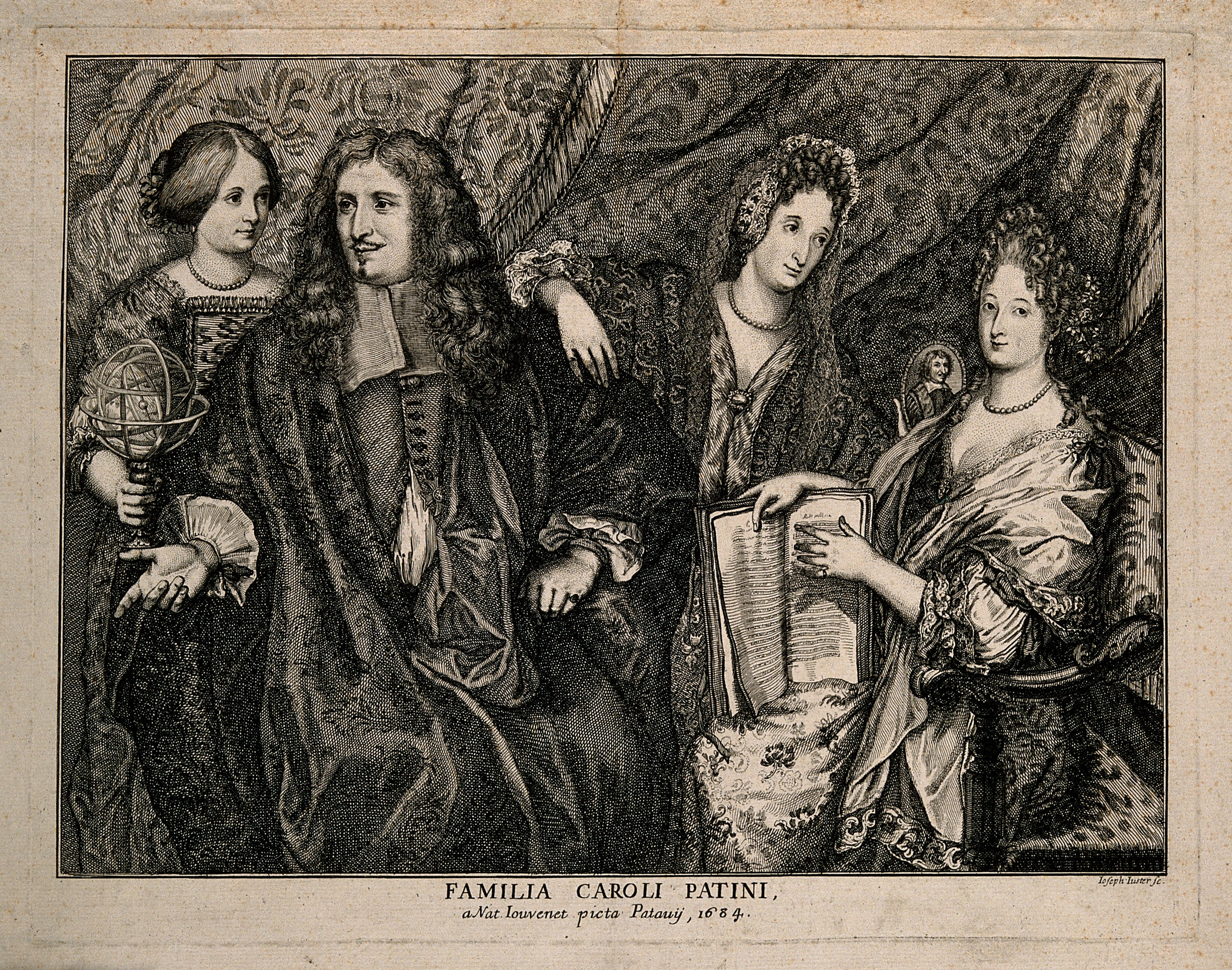
La famiglia di Charles Patin, incisione dall'origine (1684) di Noël Jouvenet († 1698). Charles Patin e la sua sposa Madeleine, nata Hommetz, con le loro figlie Charlotte-Catherine (a sinistra) e Gabrielle-Charlotte.

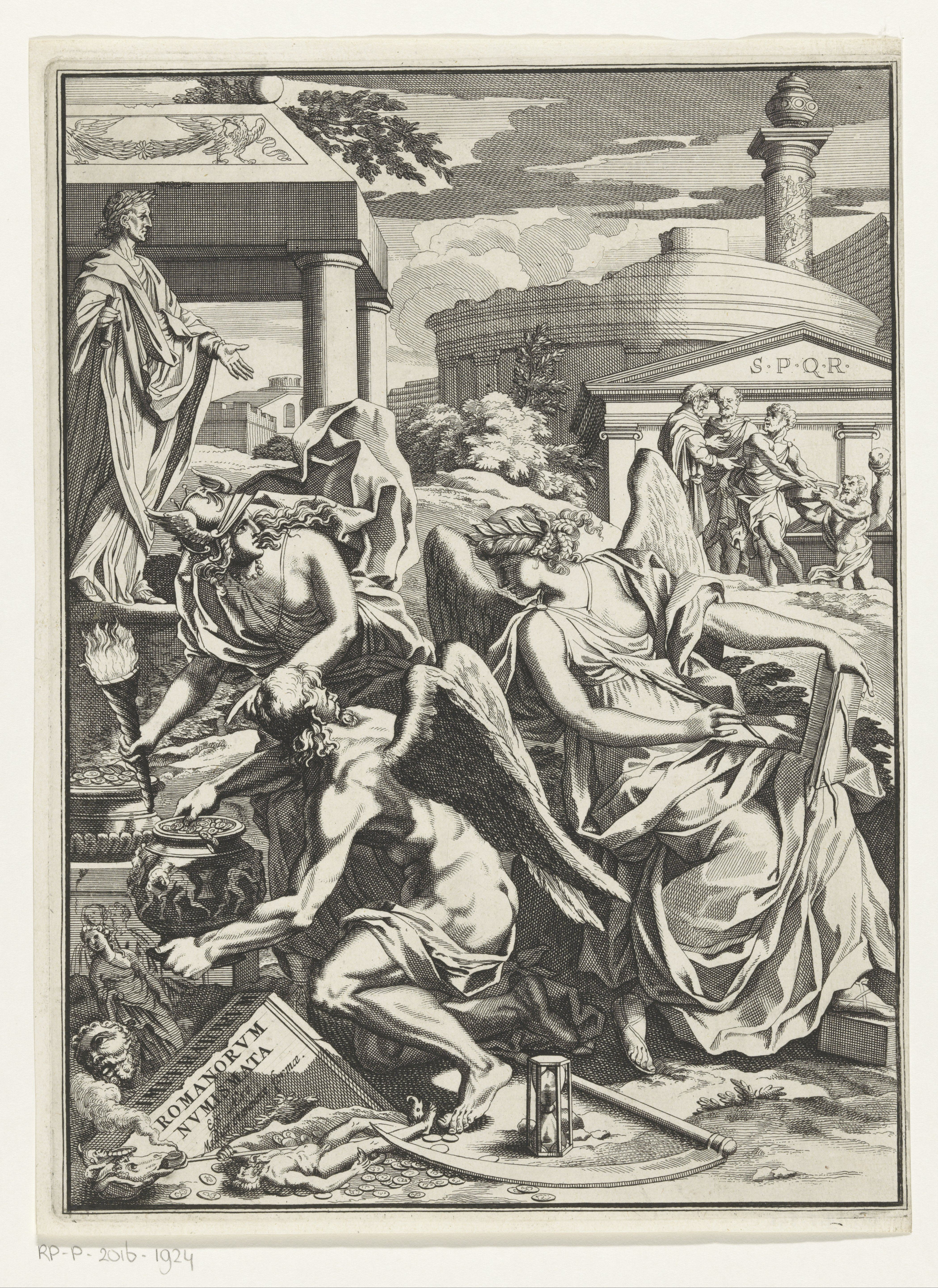
Imperatorum romanorum numismata

Figlio del famoso medico francese Guy Patin, esponente di spicco del libertinage érudit del Seicento, studiò a Parigi inizialmente giurisprudenza per poi laurearsi in medicina alla Sorbona nel 1656. Dal 1658 fu professore di anatomia e patologia nell'università parigina. Nel 1667 per motivi politici -  ufficialmente perché accusato di contrabbando di libri proibiti, forse minacciato da Colbert - lasciò la Francia su suggerimento del padre, soggiornando in varie corti e città d'Europa, in Germania, Austria, Svizzera e Italia.
Patin giunse a Padova nel 1671, dopo quattro anni di esilio, venendo ospitato in un palazzo di proprietà del conte Giovanni de Lazara, celebre collezionista d'arte e numismatica. Il palazzo, in contrada delle Beccarie Vecchie a ridosso del palazzo della Gran Guardia, divenne stabilmente la residenza di Patin e della sua famiglia.
Nel 1676 gli fu affidata la cattedra ad lecturam tertii libri Avicennae dell'Università di Padova e, nel 1681, la prestigiosa cattedra di chirurgia in primo luogo dell'ateneo patavino che tenne fino alla morte.
Curò vari interessi letterari e antiquari e rimase noto in tutta Europa per i suoi trattati di numismatica; pubblicò numerose opere, tra le quali una raccolta di biografie dei docenti dell'ateneo patavino e i resoconti dei propri viaggi.
Era marito di Madeleine Homanet (o Hommetz), scrittrice di opere morali. La coppia ebbe due figlie, Charlotte-Catherine, storica, e Gabrielle-Charlotte, a sua volta celebre numismatica.
Nel 1674 fu ammesso all'Accademia dei Ricovrati, di cui fece parte insieme alla moglie e alle figlie e che presiedette a lungo. Visse a Padova fino alla morte, sopraggiunta il 10 ottobre del 1693. Venne sepolto nella cattedrale di Padova dove è ancora presente la sua lapide nella navata destra.